# Rafał Żabiński
Rafał Krzysztof Żabiński (ur. 6 lutego 1960 w Gdańsku) – polski aktor teatralny i filmowy.

## Życiorys
W 1982 ukończył Studium Aktorskie przy Teatrze Wybrzeże w Gdańsku. Debiutował w 1983 rolą „Numer Siedem” w spektaklu teatralnym Terroryści, w reż. Mariusza Malinowskiego w Teatrze Wybrzeże.
Laureat Nagrody dla Młodego Twórcy na Festiwalu Teatralnym w Toruniu w 1986, za rolę Prometeusza w spektaklu Prometeusz w  reż. Jacka Andruckiego.

## Filmografia
- 2020: Usta usta jako Jurek, pracownik wydawnictwa (odc. 40)
- 2020: Szadź jako Kawalec (odc. 5)
- 2019: Barwy szczęścia jako sędzia Sądu Najwyższego (odc. 2048)
- 2019: Na sygnale jako kierownik ośrodka (odc. 231)
- 2019: Na dobre i na złe jako kierownik ośrodka (odc. 755)
- 2019: Polityka jako poseł opozycji
- 2018: Korona królów jako wieśniak
- 2018: Botoks jako lekarz (odc. 6)
- 2018: Ślad jako Jerzy Tarnowski, pisarz, mąż Weroniki i ojciec Oskara (odc. 35)
- 2018: W rytmie serca jako redaktor naczelny gazety „Dziennik krajowy” (odc. 32)
- 2017: Botoks jako lekarz
- 2016: Konwój jako oddziałowy
- 2015: Strażacy jako sąsiad Kamili (odc. 1)
- 2014: Komisarz Alex jako klient (odc. 72)
- 2014: M jak miłość jako prokurator (odc. 1097)
- 2014: Na dobre i na złe jako Ryszard (odc. 569)
- 2013: Lekarze jako kardiolog (odc. 32)
- 2012: Prawo Agaty jako reżyser (odc. 20)
- 2012: Komisarz Alex jako dyrektor szkoły (odc. 15)
- 2010: 1920. Wojna i miłość jako dowódca ochotników (odc. 11 i 12)
- 2009: Siostry jako Komornik
- 2009: Historia Kowalskich jako Tomasz Kordula
- 2009: Popiełuszko. Wolność jest w nas jako śledczy
- 2007: Determinator jako Producent
- 2005: Kryminalni jako policjant
- 2003: Na Wspólnej jako kierownik hotelu „Reytan”
- 2000–2001: Adam i Ewa jako Aleksander Ligocki
- 2000–2009: Plebania jako oficer Tomasz
- 1997-2008: Klan jako Walusiak, Instruktor pływania, Policjant
- 1997: Boża podszewka jako Czerwonoarmista
- 1990: Pogranicze w ogniu jako Martin

## Dubbing
- 2002: Jak to działa?
- 2002: Król Maciuś Pierwszy jako Domesko
- 2001: Witaj, Franklin jako Tatuś
- 2000: Tabaluga jako Jakub
- 2000: Franklin i zielony rycerz
- 1999: Bob Budowniczy jako Walec
- 1998: Papirus
- 1990–1992: Przygody Animków
- 1987–1990: Kacze opowieści jako pianista na sterowcu